# 卡拉比伊夫卡
49°46′47″N 26°27′43″E / 49.77972°N 26.46194°E
卡拉比伊夫卡（烏克蘭語：Карабіївка）是位於烏克蘭西部的村莊，由赫梅利尼茨基州裡赫梅利尼茨基區的泰奧菲波爾市鎮負責管轄。該村始建於1605年，面積0.93平方公里，海拔高度286米，2001年人口385。